# Reanimation
Reanimation és un disc del grup Linkin Park, on hi apareixen remescles de les cançons del disc anterior, Hybrid Theory. El van gravar el 2001 quan eren de gira, ja que Hybrid Theory va tenir molta repercussió en el mercat i van haver de fer diverses gires.
En moltes de les cançons hi col·laboren certs autors famosos, ja siguin de Hip Hop o de rap. El nom de les cançons no és, altra cosa que un joc de paraules del títol de la cançó original per exemple: "In the End" és "Enth E Nd" o "Crawling" és "Krwlng". Reanimation no va tenir tant d'èxit com Hybrid Theory, tot i així, va guanyar 1 disc de platí i va vendre més d'un milió de còpies als Estats Units.

## Llista de cançons
1. Opening - 1.07
2. Pts.Of.Athrty - 3.45
3. Enth E Nd - 3.59
4. Chali - 0.23
5. Frgt/10 - 3.32
6. P5hng Me Aw*y - 4.37
7. Plc.4 Mie Haed - 4.20
8. X-ecutioner Style - 1.49
9. H! Vltg3 - 3.30
10. Riff Raff - 0.21
11. Wth>You - 4.21
12. Ntr/Mssion - 0.29
13. PPr:kut - 3.26
14. Rnw@y - 3.13
15. My<Dsmbr - 4.17
16. Stef - 0.10
17. By_Myslf - 3.42
18. Kyur4 Th Ich - 2.32
19. 1Stp Klosr - 5.46
20. Krwlng - 5.42